# ヤメ刑探偵 加賀美塔子
『ヤメ刑探偵 加賀美塔子』（ヤメけいたんてい かがみとうこ）は、2011年から2015年までTBS系「月曜ゴールデン」で放送されたテレビドラマシリーズ。全3回。主演は片平なぎさ。

## キャスト

### 宗方探偵事務所
加賀美塔子
演 - 片平なぎさ
元刑事の探偵、通称「ヤメ刑」。父親が生涯交番勤務の巡査で、困っている人を助けたり力になる事を誇りにしていたのに憧れ、警察官に。地域課を起点に念願の刑事課に配属。その後、警視庁捜査一課の刑事になったのだが、組織社会によって事件の大小で見て見ぬふりなどの行為ができなくなり、解決した事件より始末書の数が多くなる。1年前に夫が捜査一課長に着任して早々、捜査方針をめぐって対立。組織捜査を重んじる同僚らを罵倒し追い出される形で1年前に退職。佃煮屋の事務員を経て、所轄署時代に世話になった大先輩を通じて探偵として再就職。朝倉とは16年間夫婦でいたが、刑事退職時に離婚している。
田村直樹
演 - 原田龍二
どんな調査も確実にこなす万能型。仕事が危険なために、塔子に発信機を付ける用心深い一面も。警察官を目指していたが、身内に犯罪者がいたために断念。そのため、警察関係者を相手にすると目の敵にする。愛車はクロスロード。
丸岡仁
演 - 六角精児
通称「離婚の丸岡」。「丸ちゃん」とも呼ばれている。浮気調査のエキスパートで調査を手がけると、対象の夫婦は100%離婚している。
井本暁美
演 - 高橋絵美
誰にでも成りすます変装を持つ。通称「七変化の朱美」。一言多い性格である。
木下公男
演 - 佐々木征史
調査時のパートナーは松井。
松井修
演 - 内山翔人
調査時のパートナーは木下。
成田久子
演 - 鈴木美恵（第1作）
経理担当。
宗方巌
演 - 大杉漣
所長。探偵を商売と割り切り、1円でも多く儲けようとする主義。塔子が加入した当初は、即戦力と警察とのパイプによる調査の便宜を期待して「福の神」と塔子を思っていたのだが、塔子の過去を知って、一転「疫病神」と思い、胃が痛くなる悩みを抱える。刑事の青木に脅されると情報をべらべらしゃべってしまうことが多い。焼津東高等学校の昭和50年卒業生（第3作）。

### 朝倉家
朝倉礼介
演 - 秋元龍太朗
司郎と塔子の息子。高校生。毎年、両親の結婚記念日のプレゼントを贈る。料理が得意でパティシエを目指すため専門学校へ進学することを決める（第2作）。
朝倉司郎
演 - 永島敏行（第1作）
警視庁捜査一課長。塔子の元夫で息子と住んでいる。信念は「いかなる不正にも目をつぶらない」だが、秩序を重んじるために塔子とは離婚につながっている。「塔子の真っ直ぐさは刑事では問題が多過ぎたが、生かせる所があれば宝」と元妻が探偵になった事を喜んでいる反面、懲りない奴だなとも思っている。

### 警察関係者
青木
演 - 吉満涼太（第1作・第2作）
警視庁捜査一課の刑事。塔子の元同僚刑事。塔子の過去を知る。情報を知るために宗方に脅しをかけることもある。
瀬戸
演 - 野村修一（第1作・第2作）
警視庁捜査一課の刑事。
田代
演 - 兒玉宣勝
交番巡査。塔子の警察官時代の後輩。

### ゲスト
第1作「復讐の歯車」（2011年）
- 石垣里美（古谷の婚約者・自ら殺された両親の敵を討とうとする） - 鈴木麻衣花
- 古谷貴之（会社員） - 南周平
- 小坂秀夫（袴田の秘書） - 坂田聡
- 徳永光一（殺されたホームレス） - 樋渡真司
- 石垣善三（里美の父・6年前死亡） - 正城慎太郎
- ホームレス - 蔵内秀樹、山上賢治
- 須藤（塔子が刑事時代に取り逃がした犯人） - 江藤純
- 刑事 - 向井恭介
- 石垣弓子（里美の母・6年前死亡） - 杉山みどり
- 袴田栄作（代議士・元市長） - 佐々木勝彦
- 石垣晴枝（里美の祖母） - 高田敏江

第2作「ミイラは巡る」（2012年）
- 和田文（和田の妻） - 菊池麻衣子
- 和田純一（麻生北高等学校 教員） - 緒形幹太
- 大友克子（スナック「はらいそ」ママ） - クノ真季子
- 船山竜雄（泉蘭寺 事務長） - 宮本大誠
- 安部恵（克子の腹違いの妹・スナック「はらいそ」ホステス） - 高樹マリア
- 昌江（泉蘭寺 檀家） - 重田千穂子
- 岡崎雅也（克子の仲間） - 杉崎真宏
- シデ子（飲み屋のママ） - ジェニーいとう
- 船山小百合（田端の娘・船山の妻） - おおたにまいこ
- やまぐち酒店 店主 - 九太朗
- 中尾（千葉県警 巡査） - 渋谷謙人
- 浮気調査の依頼者 - 伴美奈子
- 泉蘭寺 元職員 - 原田文明
- 泉蘭寺の出入り業者 - 植田裕一、吹上タツヒロ
- 長谷川（千葉県警行徳寺警察署 刑事） - 松村明
- 泉蘭寺 職員 - ふるごおり雅浩
- 泉蘭寺 檀家 - 松本じゅん
- 警察官 - 野依健吾、北本哲也
- 麻生北高等学校 教員 - 植村りんこ
- 不審者を見かけた女性 - 寺川里奈
- 酒屋の兄ちゃん - 満田伸明
- 浮気調査の依頼者の夫の前妻との娘 - 渡部実美
- 田端了全（泉蘭寺 住職） - 山田明郷

第3作「歪んだ動機」（2015年）
- 景浦美弥子（喫茶「五番街」店主・宗方所長の高校の同級生） - 結城しのぶ
- 望月和恵（日の出生命 外交員・宗方所長の高校の同級生） - 萩尾みどり
- 木崎（静岡県警 刑事） - 玉置孝匡
- 田村正也（直樹の兄・小田原かまぼこ「魚富」従業員） - 大高洋夫
- 大塚（屋台のたこ焼き屋） - 阪田マサノブ
- 沼尾（焼津南警察署 刑事） - 山崎画大
- 田村加奈（正也の娘・直樹の姪） - 藤本七海
- 矢口朝子（矢口の妻・宗方所長の高校の同級生） - 新海百合子
- 長谷川栄子（売店の店員・宗方所長の高校の同級生） - 増子倭文江
- 喫茶「五番街」店員 - 苙口幸太朗
- 新藤に金を貸している男性 - 小杉幸彦
- 新藤の知人 - 平尾仁
- 上田千春（上田タバコ店 店主・宗方所長の高校の同級生） - 木村みち子
- 山口裕子（宗方所長の高校の同級生） - 小林寧子
- 五十嵐誠（宗方所長の高校の同級生） - 諏訪部仁
- 大久保景子（宗方所長の高校の同級生） - 笠松芳江
- 越田香澄（宗方所長の高校の同級生） - 太地琴恵
- 美馬広樹（宗方所長の高校の同級生） - 秋山格之進
- 熊谷洋司（宗方所長の高校の同級生） - 向井修
- 吉田弘子（宗方所長の高校の同級生） - 豊村和子（ノンクレジット）
- 矢口龍之介（小説家） - 古川伴睦
- 上田タバコ店の近所の主婦 - 川口圭子
- 温泉客 - タカノハシアキラ
- 桐島（札付きの不良） - 笹山哲平
- 田村加奈を襲う3人組の1人 - 藤島克成
- 道路に飛び出した加奈をひきかけた運転手 - 大石宣広
- 田村加奈とラブホテルに入ろうとした男 - 恵有一
- 津田順二（静岡県警藤枝東警察署 巡査部長・宗方所長の高校の同級生） - 市川勇
- 新藤徹夫（実業家・宗方所長の高校の同級生） - 中島久之

## スタッフ
- 脚本 - 扇澤延男
- 演出 - 国本雅広
- アクションコーディネイト - 佐々木修平
- 技術協力 - ファーストショット、ポジティヴワン、ヴァンシャープ
- 美術協力・音響効果 - アックス
- オフライン編集 - ビーグル
- オンライン編集・MA - ザ・チューブ、3one
- スタジオ - 緑山スタジオ・シティ
- プロデューサー - 千葉行利、宮川晶
- 製作 - ケイファクトリー、TBS

## 放送日程
| 話数 | 放送日         | サブタイトル | 脚本     | 演出     |
| ---- | -------------- | ------------ | -------- | -------- |
| 1    | 2011年06月06日 | 復讐の歯車   | 扇澤延男 | 国本雅広 |
| 2    | 2012年11月26日 | ミイラは巡る | 扇澤延男 | 国本雅広 |
| 3    | 2015年09月07日 | 歪んだ動機   | 扇澤延男 | 国本雅広 |